# Job-Günter Klink
Job-Günter Klink (* 2. Juni 1929 in Peiskretscham, Provinz Oberschlesien; † 15. März 1980 in Achim) war ein deutscher Pädagoge und Leiter der Pädagogischen Hochschule in Bremen.

## Leben
Klink war der Sohn eines Sparkassendirektors und der Bruder des späteren Präsidenten der Bremer Bürgerschaft Dieter Klink. Er besuchte die Oberschule in Kattowitz. 1945 flüchtete die Familie zunächst nach Hirschberg in Schlesien und dann 1946 nach Riede im Landkreis Verden. Er besuchte das Bremer Gymnasium am Leibnizplatz und schloss mit dem Abitur ab. Zwischenzeitlich siedelte die Familie nach Bremen über. Er absolvierte die Pädagogische Hochschule. 
Als Lehrer war er an der Schule am Buntentor in Bremen-Neustadt tätig. In den 1950er-Jahren qualifizierte er sich an der Universität Hamburg zum Sonderschullehrer weiter. Er wurde zum Dr. phil. promoviert.
Im Jahr 1963 wurde Klink als Professor für Pädagogik an die Pädagogische Hochschule Bremen berufen. Zugleich unterrichtete er zeitweise als Sonderschullehrer. 1966 wurde er zum Leiter der Hochschule gewählt. Er beteiligte sich an der Diskussion der Lehrerbildung, die in Bremen im Rahmen der Universitätsgründung sehr intensiv war. Er gehörte dem Gründungsausschuss der Universität Bremen an und war bestrebt für die Einrichtung einer Pädagogischen Fakultät. Es gelang ihm nicht, der Pädagogik in der neuen Universität den von ihm angestrebten Rahmen zu verschaffen. Mit H. Netzer und Theo Dietrich gab er Fachdidaktische Texte heraus.
Job-Günter Klink war verheiratet und hatte eine Tochter.

## Ehrungen
Der Job-Günter-Klink-Platz in Bremen-Vahr wurde nach ihm benannt.

## Publikationen (Auswahl)
- Schwererziehbarkeit und Erziehungsschwierigkeit in der Schule: Begriffliche und phänomenologische Klärung, Formen und Probleme schulischer Sondereinrichtungen für erziehungsgestörte Kinder in Deutschland; Gesellschaft der Freunde des vaterländischen Schul- und Erziehungswesens, Hamburg 1962
- Gegenwartspädagogik. Ein einführendes Lesebuch 1; F. Kamp, o. J., Bochum 1966
- mit Lieselotte Klink: Bibliographie Johann Heinrich Pestalozzi, Beltz, Weinheim 1968
- Aktuelle Bildungsprogramme; Klinkhardts Pädagogische Quellentexte, Julius Klinkhardt, Bad Heilbrunn 1972
- mit Franz-Josef Kaiser und Siegfried Kappel: Hauptschule – Erscheinung und Gestaltung; Klinkhardt, 1980
- Klasse H 7e. Aufzeichnungen aus dem Schulalltag; Klinkhardt, 1978